# Kościół św. Andrzeja Apostoła w Komornikach
Kościół Świętego Andrzeja Apostoła w Komornikach – rzymskokatolicki kościół parafialny znajdujący się w podpoznańskich Komornikach. Znajduje się przy ulicy Kościelnej.

## Opis
Świątynia składa się z dwóch części: starszej i nowszej. Starsza to trójbocznie zamknięte oszkarpowane prezbiterium dawnego kościoła gotyckiego z XV wieku. Ołtarz główny został wykonany przez sztukatorów włoskich w 1789. Chrzcielnica pochodzi z XVIII wieku i reprezentuje styl rokokowy. Nowsza część budowli to neobarokowe nawy wybudowane w latach 1910-1912. Na ścianach znajduje się polichromia wykonana przez malarzy poznańskich. Do wyposażenia należą również zabytkowe organy. Dźwięki tego instrumentu można usłyszeć podczas Ogólnopolskiego Festiwalu Muzyki Organowej i Kameralnej.